# Лимитан
Лимитан (лат. Limitanei, мн. число Limitatenses), иногда рипенс (лат. Ripenses, от Ripa — «берег») — формирование римского войска, выполнявшее функции охраны сухопутных и водных рубежей Римской Империи.
По составу и численности лимитаны (limitanei) относились к легиону. Лимитаны располагались на приграничной территории, рядом или внутри пограничных укреплений, называемых лимесами (лат. Limes). Основной задачей данных подразделений являлось сдерживание сил противника до подхода основных сил римского войска. В другом источнике указано что солдаты, охранявшие укрепленную границу государства Римского, которая во времена Империи называлась limes или limes imperii, и состояла из широкого и высокого вала и назывались межевые солдаты (milites limitanei). В Восточной Римской Империи лимитанеи (limitanei) были особыми пограничными войсками.

## История
Реформы римского общества и государства Диоклетианом и Константином совершенно изменили строй имперских войск. Римское войско стали делить на две большие категории:
- действующую (действующая армия);
- лемитанеи (граничар[3])[4].

Рипенсы охраняли водные рубежи, такие как побережья больших рек, вроде Дуная, Рейна и других, и к Ripenses также могли относиться команды речного военного флота.
Несмотря на то, что первые лимесы начали строиться уже в конце I века для защиты границ империи от варваров (германцев, славян), лимитаны, как самостоятельные подразделения римской армии, появились лишь после реформ Диоклетиана, в конце III века. Первое упоминание о лимитанах относится к 363 году.
Лимитаны были легче вооружены и хуже обучены, чем легионы регулярной армии, часто использовались для проведения строительных работ, карательных и полицейских операций в районе дислокации. Основой этих легионов была пехота. Они практически не имели в своём составе кавалерии и осадных машин. Численность таких легионов составляла 3 000 — 4 000 человек, в отличие от 5 000 — 6 000 строевых пехотинцев и больших сил кавалерии в строевых легионах.
На время военных действий регулярной армии, строевые легионы которой назывались комитаты, лимитаны, оказавшиеся в районе этих действий, также включались в состав армии. Такие легионы называли псевдокомитаты. С таким статусом легион мог быть задействован в одной или нескольких кампаниях.
Создание лимитанов должно было упрочить границы империи и затруднить многочисленные вторжения варваров на приграничные территории. Однако, на практике, в течение IV века многие боеспособные лимитаны были переведены в разряд псевдокомитатов. Это привело к тому, что с начала V века границы империи начали рушиться под натиском извне. Лимитаны, как боевая единица, перестали существовать вместе с падением Римской империи. Что стало с большинством лимитанов на западе империи — неизвестно.